# Mimus melanotis
Mimus melanotis là một loài chim trong họ Mimidae.